# Szerb férfi kézilabda-bajnokság (első osztály)
A Superliga a legmagasabb osztályú szerb férfi kézilabda-bajnokság. A bajnokságot 2007 óta rendezik meg. Jelenleg tizennégy csapat játszik a bajnokságban, a legeredményesebb klub az RK Vojvodina, a címvédő a Partizan Beograd.

## Kispályás bajnokságok
| Év   | 1. hely                                           | 2. hely                                           | 3. hely                                           |
| ---- | ------------------------------------------------- | ------------------------------------------------- | ------------------------------------------------- |
| 2007 | Crvena zvezda Beograd                             | Partizan Beograd                                  | Proleter Zrenjanin                                |
| 2008 | Crvena zvezda Beograd                             | Kolubara Lazarevac                                | Proleter Zrenjanin                                |
| 2009 | Partizan Beograd                                  | Kolubara Lazarevac                                | Crvena zvezda Beograd                             |
| 2010 | Kolubara Lazarevac                                | Crvena zvezda Beograd                             | Metaloplastika Šabac                              |
| 2011 | Partizan Beograd                                  | Crvena zvezda Beograd                             | Kolubara Lazarevac                                |
| 2012 | Partizan Beograd                                  | RK Vojvodina                                      | Radnički Kragujevac                               |
| 2013 | RK Vojvodina                                      | Partizan Beograd                                  | RK Vrbas                                          |
| 2014 | RK Vojvodina                                      | Radnički Kragujevac                               | Metaloplastika Šabac                              |
| 2015 | RK Vojvodina                                      | Spartak Subotica                                  | Metaloplastika Šabac                              |
| 2016 | RK Vojvodina                                      | Metaloplastika Šabac                              | Partizan Beograd                                  |
| 2017 | RK Vojvodina                                      | Dinamo Pančevo                                    | Crvena zvezda Beograd                             |
| 2018 | RK Vojvodina                                      | Železničar Niš                                    | Partizan Beograd                                  |
| 2019 | RK Vojvodina                                      | Metaloplastika Šabac                              | Železničar Niš                                    |
| 2020 | A koronavírus-járvány miatt nem avattak bajnokot. | A koronavírus-járvány miatt nem avattak bajnokot. | A koronavírus-járvány miatt nem avattak bajnokot. |
| 2021 | RK Vojvodina                                      | Partizan Beograd                                  | Metaloplastika Šabac                              |
| 2022 | RK Vojvodina                                      | Partizan Beograd                                  | Dinamo Pančevo                                    |
| 2023 | RK Vojvodina                                      | Partizan Beograd                                  | Metaloplastika Šabac                              |
| 2024 | RK Vojvodina                                      | Metaloplastika Šabac                              | Partizan Beograd                                  |
| 2025 | Partizan Beograd                                  | RK Vojvodina                                      | Metaloplastika Šabac                              |

## Lásd még
- Szerb női kézilabda-bajnokság (első osztály)
- Jugoszláv férfi kézilabda-bajnokság (első osztály)